# Phrynocephalus luteoguttatus
Phrynocephalus luteoguttatus är en ödleart som beskrevs av  George Albert Boulenger 1887. Phrynocephalus luteoguttatus ingår i släktet Phrynocephalus och familjen agamer. IUCN kategoriserar arten globalt som livskraftig. Inga underarter finns listade i Catalogue of Life.